# Марантові
Марантові (Marantaceae) — родина однодольних квіткових рослин, що належить до порядоку імбироцвіті.
Включає близько 30 родів і 400 видів. Його представники поширені в основному в тропічних районах всіх континентів, крім Австралії. Марантові — характерні мешканці тропічних дощових лісів, де вони нерідко утворюють непрохідні хащі. Вони часто зустрічаються на низьких болотистих і навіть затоплених місцях, по берегах водойм, вздовж річок і струмків.
| Гібіскус | Це незавершена стаття про квіткові рослини. Ви можете допомогти проєкту, виправивши або дописавши її. |

1. ↑  Angiosperm Phylogeny Group (2009). An update of the Angiosperm Phylogeny Group classification for the orders and families of flowering plants: APG III. Botanical Journal of the Linnean Society. 161 (2): 105—121. doi:10.1111/j.1095-8339.2009.00996.x. Архів оригіналу (PDF) за 25 травня 2017. Процитовано 26 червня 2013.